# 옥정중학교 (경기)
옥정중학교(玉井中學校)는 대한민국 경기도 양주시 옥정동에 있는 공립 중학교이다.

## 학교 연혁
- 2015년 3월 1일 : 옥정중학교 개교
- 2015년 3월 1일 : 초대 김준호 교장 취임
- 2015년 3월 2일 : 시업식 및 입학식 (5학급 96명)
- 2016년 1월 7일 : 제1회 졸업식 (졸업생 15명)
- 2018년 3월 1일 : 제2대 강회배 교장 취임
- 2024년 1월 5일 : 제9회 졸업식 (9학급 288명)
- 2024년 3월 4일 : 제10회 입학식 (9학급 300명)

## 참고 자료
- 옥정중학교 - 한국교육학술정보원 학교알리미